# Donax denticulatus
Donax denticulatus är en musselart som beskrevs av Carl von Linné 1758. Donax denticulatus ingår i släktet Donax och familjen Donacidae. Inga underarter finns listade i Catalogue of Life.
Höger och vänster klaff av samma exemplar:
Vit

Höger klaff
Vänster klaff